# Alfred Wnukowski
Alfred Wnukowski (ur. 22 października 1920 w Omsku, zm. 18 lipca 1946 pod Skaryszewem) – oficer Armii Czerwonej, podpułkownik Korpusu Bezpieczeństwa Wewnętrznego.

## Życiorys
Urodził się w Omsku na Syberii. Ojcem jego był Polak Marian Wnukowski, robotnik w Omskich Zakładach Mechanicznych, matką Stefania Uszacka z rodziny polskiej pochodzącej z Kowieńszczyzny. 
Przed atakiem Niemiec na Związek Radziecki Alfred Wnukowski wstąpił do szkoły oficerskiej. Po wybuchu wojny trafił na front, gdzie 5 września 1941 został pierwszy raz ranny. W 1942 walczył w szeregach 11 Gwardyjskiej Armii, dowodząc batalionem . Latem 1942 porucznik Wnukowski za wykazane męstwo został odznaczony Orderem Czerwonej Gwiazdy . Podczas okupacji niemieckiej był politrukiem sowieckiej partyzanckiej Brygady im. 25-lecia Sowieckiej Białorusi działającej na Nowogródczyźnie przeciwko oddziałom Armii Krajowej.
Kiedy dowiedział się o formowaniu armii polskiej w ZSRR, złożył prośbę o przeniesienie do Wojska Polskiego . Służąc w szeregach ludowego Wojska Polskiego przeszedł szlak bojowy jako oficer 4 Dywizji Piechoty. Brał udział w walkach nad Wisłą, walkach o przełamanie Wału Pomorskiego oraz bitwach: o Kołobrzeg, nad Odrą, nad Nysą i o Berlin. Kończąc szlak bojowy nad Łabą. W czasie bitwy pod Jaksicami w randze majora dowodził 2 batalionem z 10 pułku piechoty. Awans na majora otrzymał 15 września 1944, mając 23 lata. W czasie bitwy o Kołobrzeg został lekko ranny .
Po wojnie, razem z całą dywizją, został wcielony do Korpusu Bezpieczeństwa Wewnętrznego i skierowany do walk z Ukraińską Powstańczą Armią na Rzeszowszczyźnie, gdzie 2 listopada 1945 został dowódcą rzeszowskiego pułku KBW. Brał udział w akcjach zbrojnych przeciw podziemiu niepodległościowemu, m.in. Samodzielnemu Batalionowi Operacyjnemu NSZ „Zuch”. Na początku 1946 został ujęty przez oddział WiN Tadeusza Zielińskiego „Igły” i zwolniony po ostrzeżeniu i żądaniu, by zaprzestał działalności przeciwpartyzanckiej. 
Alfred Wnukowski był mężem Ireny z domu Taperek (1920–1946).
Oboje zginęli w zasadzce zorganizowanej 18 lipca 1946 pod Skaryszewem przez oddział WIN-u dowodzony przez Tadeusza Zielińskiego. Według doniesień prasowych w PRL w zasadzce zorganizowanej przez NSZ między Skaryszewem a Radomiem podczas podróży samochodem śmierć ponieśli ppłk Wnukowski, jego żona Irena, por. Ignacy Łotowicz i siedmiu żołnierzy. W propagandowych, wydawanych w PRL publikacjach autorstwa byłych funkcjonariuszy UB (m.in. Stanisława Wałacha) pisano, że Wnukowski nie zginął podczas walki, tylko został zatrzymany i rozstrzelany wraz z ciężarną żoną Ireną i żołnierzami swojej obstawy. Autorzy opracowań dotyczących żołnierzy wyklętych po 1989 roku, w tym Janusz Kurtyka, Filip Musiał i Leszek Żebrowski, piszą, że Irena Wnukowska miała broń i zginęła w walce.
Alfred Wnukowski z żoną zostali pochowani na cmentarzu komunalnym Pobitno w Rzeszowie (sektor XXX-5-1). 

## Ordery i odznaczenia
- Order Krzyża Grunwaldu
- Krzyż Oficerski Orderu Odrodzenia Polski (24 maja 1946)[9]
- Krzyż Złoty Orderu Virtuti Militari (pośmiertnie, 23 lipca 1946)[10]
- Złoty Krzyż Zasługi (16 lipca 1946)[11][5]
- Order Czerwonej Gwiazdy (ZSRR, 1942)

## Upamiętnienie
W lesie obok Budek Skaryszewskich w miejscu śmierci jego, jego żony Ireny i 7 żołnierzy z jego ochrony w 1952 zbudowano pomnik, na którym umieszczono napis: 

CZEŚĆ I CHWAŁA ŻOŁNIERZOM K-B-W WALCZĄCYM O UTRWALENIE WŁADZY LUDOWEJ W POLSCE PŁK WNUKOWSKIEMU ALFREDOWI POR. FATOWICZOWI I 7-MIU ŻOŁNIERZOM KTÓRZY W TYM MIEJSCU W DNIU 18 LIPCA 1946 ZGINĘLI Z RĄK BANDY FASZYSTOWSKIEJ WIN-U W 10 ROCZNICĘ POWSTANIA POLSKIEJ PARTII ROBOTNICZEJ